# Gornja Vas
Gornja Vas – wieś w Chorwacji, w żupanii zagrzebskiej, w mieście Samobor. W 2011 roku liczyła 36 mieszkańców.